# Коллармеле
Коллармеле (італ. Collarmele) — муніципалітет в Італії, у регіоні Абруццо,  провінція Л'Аквіла.
Коллармеле розташоване на відстані близько 100 км на схід від Рима, 39 км на південний схід від Л'Акуїли.
Населення — 903 особи (2014).
Щорічний фестиваль відбувається 10 липня. Покровитель — Santa Felicita.

## Демографія
Населення за роками:

Станом на 1 січня 2023 року в муніципалітеті офіційно проживало 29 іноземців з 9 країн, серед них 17 громадян країн Євросоюзу та 7 громадян України.

## Сусідні муніципалітети
- Аєллі
- Челано
- Черкьо
- Пешина
- Сан-Бенедетто-дей-Марсі